# Dejan Aleksić
Dejan Aleksić (serb. Дејан Алексић, ur. 1 maja 1972 w Kraljevie) – serbski pisarz i poeta.
Ukończył filologię serbską na Uniwersytecie w Nowym Sadzie. Mieszka w Kraljevie, pracuje jako redaktor czasopisma literackiego Povelja. a także w Bibliotece im. Stefana Pierwszego Koronowanego w Kraljevie. Jest autorem dziesięciu tomów wierszy oraz jednej sztuki teatralnej, ale największą popularność przyniosły mu liczne wiersze i opowiadania dla dzieci i młodzieży. 
W 2015 roku jego książka Koga se tiče kako žive priče została wpisana na listę Białych Kruków Międzynarodowej Biblioteki Młodzieżowej. 

## Wybrana twórczość

### Poezja
- Potpuni govor, 1995.
- Dokazivanje senke, 1996.
- Svagdašnji čas 2000.
- Sobna mitologija, 2003.
- Posle, 2005.
- Dovoljno, 2008.
- Jedino vetar, 2011.
- Biti, 2013 ISBN 978-8679313485.

### Utwory dla dzieci i młodzieży
- Dugme bez kaputa,  wiersze, 2002 ISBN 978-8677841027
- Pustolovine jednog zrna kafe, wiersze, Belgrad, 2004 ISBN 978-8617121349
- Na primer, wiersze i opowiadania, 2006.
- Kad se razboleo Petak, wiersze, 2006.
- Nežna pesma o nežnom vetru Duvoljubu, wiersze, Belgrad, 2006 ISBN 978-8677815189
- Božićna priča, Belgrad, 2007 ISBN 978-8617144713
- Muzika traži uši, opowiadania, 2008 ISBN 978-8677816452
- Kralj trešnje, 2010
- Igrokazi za školske i ostale priredbe, Belgrad, 2010 ISBN 978-8677818067
- Priča o dobroj metli, Belgrad, 2010 ISBN 978-8677817503
- Petar i pertle, Belgrad, 2010 ISBN 978-8677817480
- Isidora i zub, Belgrad, 2011 ISBN 978-8677818234
- Luka iz Oluka, Belgrad ISBN 978-8677818241
- Baš je dobro roditi se, Belgrad, 2013 ISBN 978-8652900220
- Zagonetka retka zvana arhitetka, Belgrad, 2013 ISBN 978-8652900237
- Bojan Mrvica i zakopano blago, Belgrad, 2013 ISBN 978-8677819996
- Koga se tiče kako žive priče, Belgrad ISBN 978-8677819873
- Cipela na kraju sveta, 2014 ISBN 978-8652901586
- Mali oglasi i još ponešto, 2014 ISBN 978-8660894634

## Sztuki teatralne
- Vina i pingvina, 2010